# Acanthocythereis echinata
Acanthocythereis echinata is een mosselkreeftjessoort uit de familie van de Trachyleberididae. De wetenschappelijke naam van de soort is voor het eerst geldig gepubliceerd in 1984 door Hu.